# Charles Langbridge Morgan

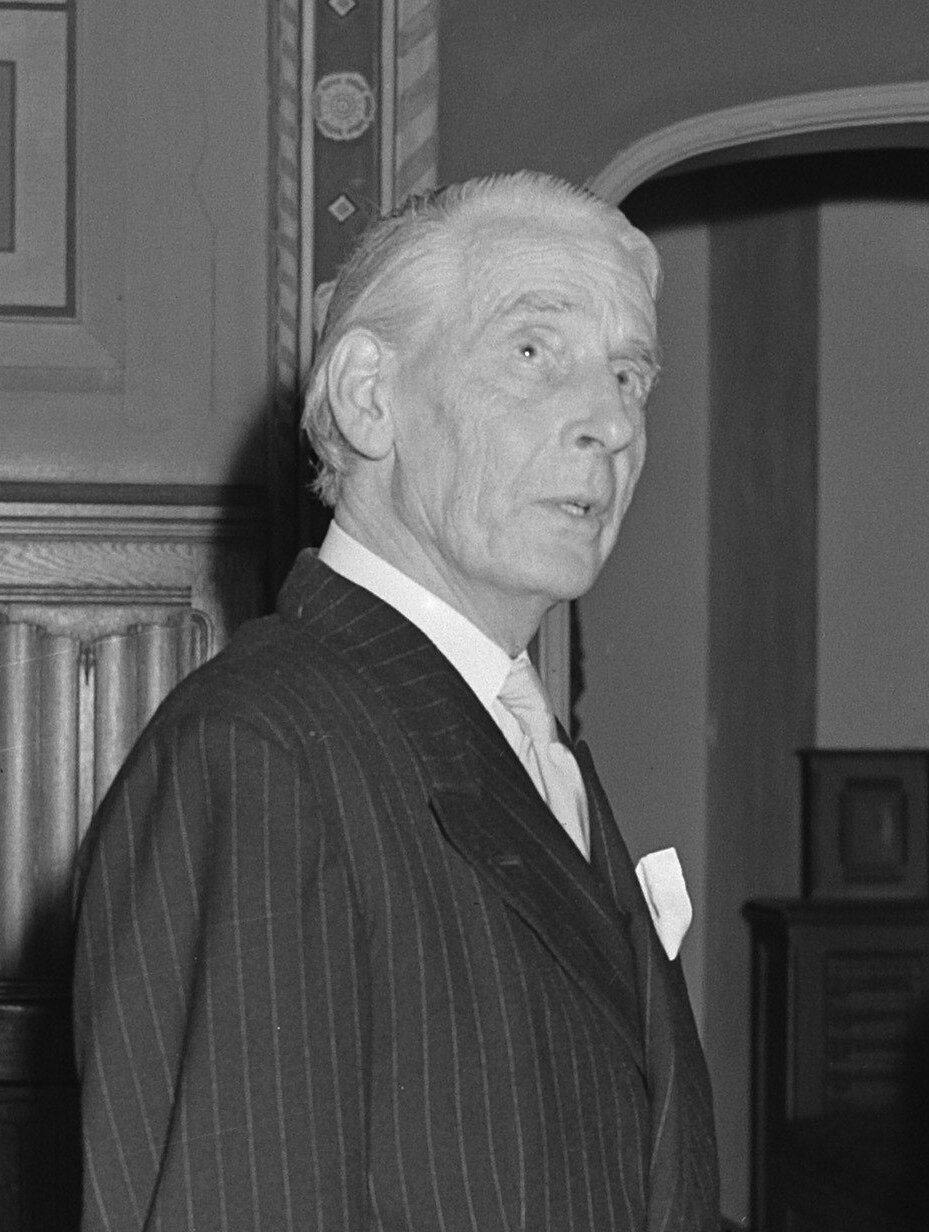
Charles Morgan (1954)

Charles Langbridge Morgan (* 22. Januar 1894 in Bromley, Kent; † 6. Februar 1958 in London) war ein englischer Schriftsteller und Kritiker.

## Leben
Charles Morgan besuchte die Marineschulen Osborne und Dartmouth und diente zunächst von 1907 bis 1913 in der Royal Navy in China. Der Ausbruch des Ersten Weltkrieges verzögerte die Aufnahme seines Literaturstudiums. Stattdessen meldete er sich freiwillig zur Marine zurück und wurde infolge der Belagerung von Antwerpen (1914) in den Niederlanden interniert.
Nach Kriegsende studierte er in Oxford, wurde Präsident der Theatergesellschaft der Universität und heiratete 1923 die walisische Schriftstellerin Hilda Vaughan, die ihm zwei Kinder gebar. In den folgenden 20 Jahren schrieb er neben seinen in Buchform veröffentlichten Romanen, Stücken und Essays regelmäßig Theaterkritiken unter anderem für The Times und die New York Times. Für den Roman The Fountain erhielt Morgan 1932 den Hawthornden-Preis.
Während des Zweiten Weltkrieges diente er in der Admiralität der Royal Navy. 1953 wurde Morgan Präsident des Internationalen P.E.N. und 1954 korrespondierendes Mitglied der Deutschen Akademie für Sprache und Dichtung.

## Werke (Auswahl)
- The Gunroom (Roman 1919)
- My Name is Legion (Roman 1925)
- Portrait in a Mirror (Roman 1929) – Deutsch: Das Bildnis (1936)
- The Fountain (Roman 1932)
- Epitaph on George Moore (Drama 1935)
- Sparkenbroke (Roman 1936)
- The Flashing Stream (Drama 1938)
- The Voyage (Roman 1940)
- The Empty Room (Roman 1941)
- Reflections in a Mirror (Essays; 1. Band 1944, 2. Band 1946)
- The Judge's Story (Roman 1947)
- The River Line (Roman 1949)
- A Breeze of Morning (Roman 1951) – Deutsch: Morgenbrise (1966)
- The River Line (Drama 1952)
- The Burning Glass (Drama 1953)
- Challenge to Venus (Roman 1957)